# الیبیدی دانی
اِلیبِیدی دانی مارتینز (که گاهی به صورت اِلیبِیدی دانیس مارتینز، نیز نوشته می‌شود، زادهٔ ۶ مه ۱۹۹۷)، مدل اهل دومینیکن است. او به‌ویژه به خاطر حضور در کمپین «صحنهٔ روح» برند گوچیکه تمام مدل‌های آن سیاه‌پوست بودند، شناخته شده است.

## شغل
دانی کار خود را با حضور انحصاری در نمایش برند بربری آغاز کرد و در نمایش پاییز/زمستان ۲۰۱۶ این برند، مراسم اختتامیه را اجرا کرد. او برای برندهای معتبری چون لویی ویتون، کلوین کلاین، آکنه استودیوز، میسونی، پاکو رابان، سن لوران، برندون مکسول، گوچی، سونیا ریکیل، والنتینو، میسونی، جیل ساندر و پرادا روی صحنه کت‌واک کرده است.
او در نشریات برجسته‌ای از جمله وگ آمریکا، ایتالیا، ژاپن و مجلهٔ استایل نیویورک تایمز حضور یافته است. دانی همچنین در تبلیغات فروشگاه‌هایی مانند مانگو و زارا ظاهر شده است.
در سال ۲۰۱۷، دانی از سوی وب‌سایت «models.com» به‌عنوان یکی از «برترین تازه‌واردان» انتخاب شد.